# Pantera Cor-de-Rosa (personagem)
A Pantera Cor-de-Rosa é uma pantera fictícia que apareceu originalmente em 1963, na abertura do filme The Pink Panther. O sucesso foi enorme, o que levou à produção da série de desenho animado. Os mais de 120 episódios têm em média seis minutos de duração. As aventuras da personagem eram acompanhadas pela famosa canção-tema de Henry Mancini, The Pink Panther Theme. 
A primeira série foi produzida pelo estúdio de animação americano DePatie-Freleng Enterprises, de 1964 até 1980.

## Característica
A pantera raramente fala e normalmente se comunica através de gestos, expressões faciais e sons. Os episódios Sink Pink e Pink Ice, respectivamente adaptados no Brasil como a A Arca da Pantera e Diamantes da Pantera são os únicos episódios da série original em que a Pantera fala, tendo uma voz masculina.

## Lista de séries animadas
- The Pink Panther Show (1964–1980 e varios spin-offs)
- Pink Panther and Sons (1984–1986)
- The Pink Panther (1993–1996)
- Pink Panther and Pals (2010)